# 울주 검단리 지석묘군
울주 검단리 지석묘군(蔚州 檢丹里 支石墓群)은 울산광역시 울주군 웅촌면 검단리에 있는 고인돌이다. 2000년 11월 9일 울산광역시의 기념물 제32호로 지정되었다.

## 개요
검단리 지석묘군은 웅촌면 면소재지에서 고연리로 연결되는 도로 옆에 3기가 모여 있는데, 덮개돌은 화강암으로 논두렁에 비스듬히 놓여 있다. 크기는 3기중 제일 큰 것이 길이 300㎝, 너비250㎝, 두께 50㎝정도이다. 현재의 상태로는 정확한 구조적 특징이나 내용 등을 알 수는 없으나 외형적으로 볼 때 개석식에 속한다.
이 지석묘군은 사적 제332호인 울주 검단리 유적과 함께 청동기시대 검단리 일대의 정치·사회·문화 등을 연구할 수 있는 중요한 자료가 된다.

## 참고 문헌
- 검단리지석묘군 - 국가유산청 국가유산포털